# I'm Glad My Boy Grew Up to Be a Soldier
Pour plus de détails, voir Fiche technique et Distribution.
I'm Glad My Boy Grew Up to Be a Soldier est un film muet américain réalisé par Frank Beal et sorti en 1915.

## Fiche technique
- Titre : I'm Glad My Boy Grew Up to Be a Soldier
- Réalisation : Frank Beal
- Scénario : Gilson Willets
- Producteur :  William Selig
- Société de production : Selig Polyscope Company
- Société de distribution : V-L-S-E
- Pays d'origine :  États-Unis
- Langue : Anglais
- Format : Noir et blanc — 35 mm — 1,33:1 — Muet
- Genre : Film dramatique, Film de guerre
- Durée : 40 minutes
- Dates de sortie : 
  -  États-Unis : 13 décembre 1915

## Distribution
- Eugenie Besserer : Mrs Warrington
- Harry De Vere : James Warrington
- Anna Luther : Mercy Archer
- Harry Mestayer : Jerry Warrington
- Guy Oliver : Frank Archer